# Tiro con l'arco ai Giochi della VII Olimpiade
Le competizioni di tiro con l'arco ai Giochi della V Olimpiade si sono svolte a Nachtegalen Park ad Anversa i giornia dal 22 luglio al 3 agosto 1920.
Due tipi di eventi di tiro con l'arco si sono svolti alle Olimpiadi del 1920 -  target archery e pole archery. Il primo è il caso standard, utilizzato oggi, nella quale gli arcieri tirarono frecce ad un bersaglio con anelli concentrici di punteggio.
Il pole archery consisteva di tirare a sagome di uccelli sospesi da terra. 
Fonti storiche hanno erroneamente definito gli eventi target archery come "Bersaglio in movimento" e gli eventi pole archery come "Bersaglio fisso".
Si sono svolti 10 eventi, solamente maschili. Molti risultati ufficiali sono incompleti.

## Podi
| Evento                               | Oro | Perform. | Argento | Perform.      | Bronzo | Perform.      |
| Target Archery 28 metri individuale  | Hubert Van Innis | 144      | Léonce Quentin | 115           | Non assegnata | Non assegnata |
| Target Archery 33 metri individuale  | Hubert Van Innis | 139      | Julien Brulé | 94            | Non assegnata | Non assegnata |
| Target Archery 50 metri individuale  | Julien Brulé | 134      | Hubert Van Innis | 106           | Non assegnata | Non assegnata |
| Target Archery 28 metri a squadre    | Paesi Bassi Janus Theeuwes Driekske van Bussel Joep Packbiers Janus van Merrienboer Tiest van Gestel Theo Willems Piet de Brouwer Jo van Gastel | 3087     | Belgio Hubert Van Innis Alphonse Allaert Edmond De Knibber Louis Delcon Jérôme De Mayer Louis Van Beeck Pierre Van Thielt Louis Fierens | 2924          | Francia Léonce Quentin Julien Brulé Pascal Fauvel Eugène Grisot Eugène Richez Paul Leroy Arthur Mabillon Léon Epin | 2328          |
| Target Archery 33 metri a squadre    | Belgio Hubert Van Innis Alphonse Allaert Edmond De Knibber Louis Delcon Jérôme De Mayer Louis Van Beeck Pierre Van Thielt Louis Fierens         | 2958     | Francia Léonce Quentin Julien Brulé Pascal Fauvel Eugène Grisot Eugène Richez Paul Leroy Arthur Mabillon Léon Epin                      | 2586          | Non assegnata | Non assegnata |
| Target Archery 50 metri a squadre    | Belgio Hubert Van Innis Pierre Van Thielt Edmond De Knibber Louis Van Beeck Louis Fierens Alphonse Allaert Louis Delcon Jérôme De Mayer         | 2701     | Francia Julien Brulé Pascal Fauvel Léonce Quentin Eugène Grisot Eugène Richez Paul Leroy Arthur Mabillon Léon Epin                      | 2493          | Non assegnata | Non assegnata |
| Pole Archery Small Birds Individuale | Edmond Van Moer | 11       | Louis Van De Perck | 8             | Joseph Hermans | 6             |
| Pole Archery Large Birds Individuale | Edmond Cloetens | 13       | Louis Van De Perck | 11            | Edmond Van Moer | 7             |
| Pole Archery Small Birds a squadre   | Belgio Edmond Van Moer Louis Van De Perck Joseph Hermans Firmin Flamand Edmond Cloetens Auguste Van De Verre                                    | 25       | Non assegnata | Non assegnata | Non assegnata | Non assegnata |
| Pole Archery Large Birds a squadre   | Belgio Edmond Cloetens Louis Van De Perck Firmin Flamand Edmond Van Moer Joseph Hermans Auguste Van De Verre                                    | 31       | Non assegnata | Non assegnata | Non assegnata | Non assegnata |

## Medagliere
| Pos.   | Paese       | Oro | Argento | Bronzo | Totale |
| ------ | ----------- | --- | ------- | ------ | ------ |
| 1      | Belgio      | 8   | 4       | 2      | 14     |
| 2      | Francia     | 1   | 4       | 1      | 6      |
| 3      | Paesi Bassi | 1   | 0       | 0      | 1      |
| Totale | Totale      | 10  | 8       | 3      | 21     |